# Santa Inês (raça ovina)

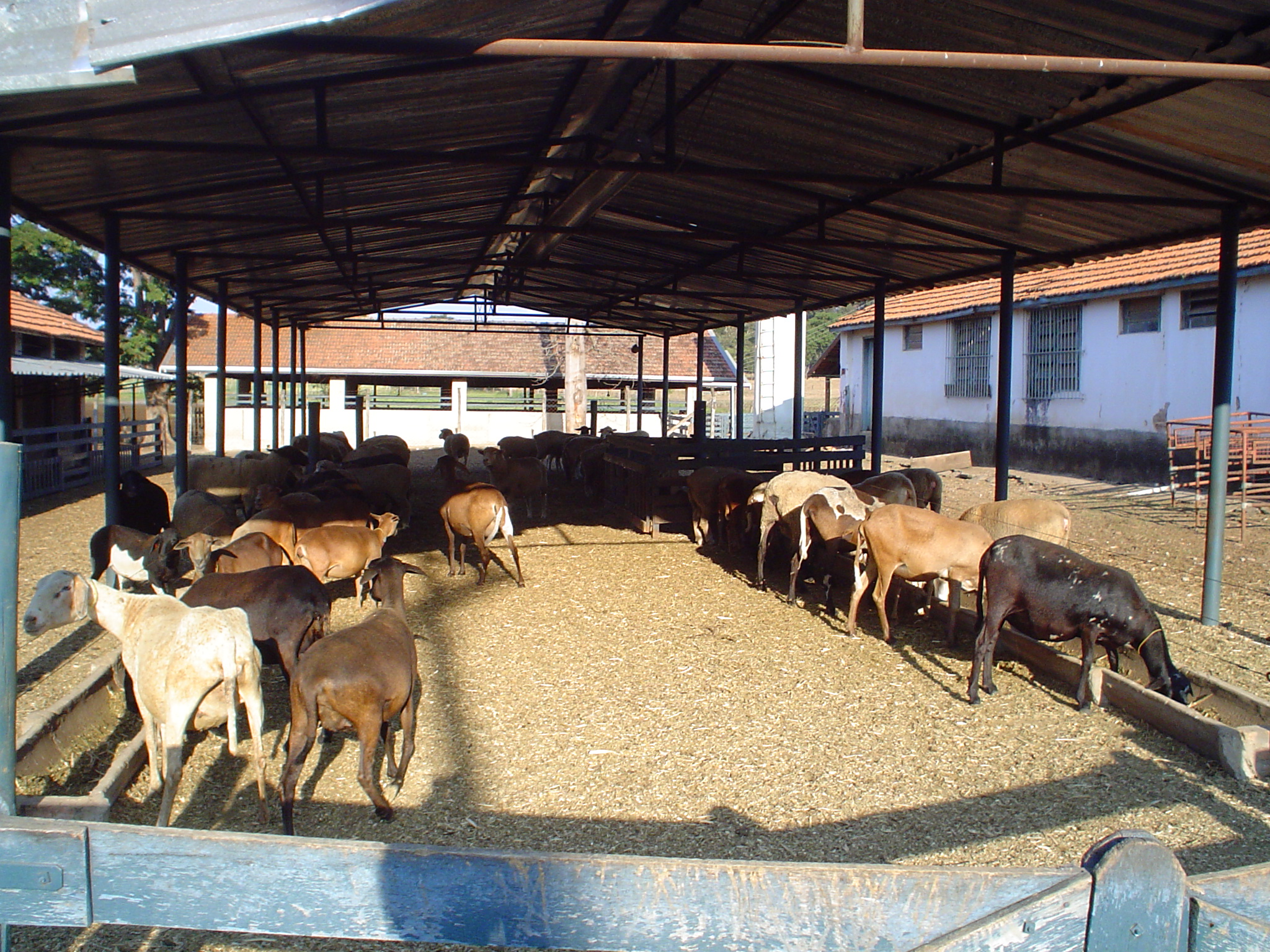
Ovinos Santa Inês

Santa Inês é uma raça de ovelha sem lã desenvolvida no Brasil a partir do cruzamento de Morada Nova (sem lã)  com a raça italiana Bergamácia (lã e leite).
Devido seu comportamento no pastejo, semelhante ao do caprino, aceitando o pastejo em vegetação arbustiva adaptou-se muito bem àquela região. Produtora de carne, leite e pele; fêmeas prolíferas e boas criadeiras, com frequentes partos duplos e excelente capacidade leiteira. Adapta-se bem a ambientes com bons recursos forrageiros.